# Oxford Conquest (manzana)
Oxford Conquest es una variedad cultivar de manzano (Malus domestica).
Variedad de manzana híbrida procedente del cruce Blenheim Orange x Court Pendu Plat. Criado en Eynsham, Oxford, Inglaterra por F.W. Wastie. Recibido por "National Fruit Trials" en 1927. Las frutas tienen una pulpa bastante dura con un sabor ácido.

## Historia
'Oxford Conquest' es una variedad de manzana híbrida procedente del cruce como Parental-Madre de Blenheim Orange y como Parental-Padre el polen procede de Court Pendu Plat. Esta fue una de las 14 variedades desarrolladas por el criador de manzanas Frederick William Wastie (1857-1937) en Eynsham, Oxford, Inglaterra (Reino Unido). Lanzado a los circuitos comerciales en 1927.
'Oxford Conquest' se cultiva en la National Fruit Collection con el número de accesión: 1945-059 y Accession name: Oxford Conquest.

## Características
'Oxford Conquest' es un árbol portador de espuelas, con porte esparcido compacto y vertical. Tiene un tiempo de floración que comienza a partir del 4 de mayo con el 10% de floración, para el 10 de mayo tiene una floración completa (80%), y para el 17 de mayo tiene un 90% de caída de pétalos.
'Oxford Conquest' tiene una talla de fruto de medio a grande; forma amplia globoso cónica, altura 60.00mm y anchura 72.50mm; con nervaduras medias; epidermis con color de fondo verde amarillo, importancia del sobre color medio, con color del sobre color rojo, con sobre color patrón chapas / rayas, presentando chapa de rojo brillante lavado o rosa en la cara expuesta al sol y sobre el cual hay un patrón de rayas rojas más oscuras en la cara expuesta al sol, exhibe pequeñas lenticelas rojizas que están esparcidas por la superficie, "russeting" (pardeamiento áspero superficial que presentan algunas variedades) bajo; cáliz parcialmente abierto a completamente abierto, ubicado en una cuenca moderadamente profunda y amplia con "russeting"; pedúnculo delgado y de corto a mediano largo, colocado en una cavidad profunda en forma de embudo que también presenta "russeting"; carne de color blanco amarillento, y de grano grueso, dura. Sabor ligeramente amargo recién recogida, que se vuelve más sabroso y dulce después de madurar durante uno o dos meses en almacenamiento.
Su tiempo de recogida de cosecha se inicia a medidos de octubre. Se conserva bien durante tres meses en cámara frigorífica.

## Usos
Se consume como manzana fresca de mesa.

## Ploidismo
Diploide, parcialmente auto estéril. Es necesaria una polinización con variedades del Grupo de polinización: C, Día 10.